# Homosexualität in Nauru

Nauru auf der politischen Weltkarte

In Nauru ist Homosexualität seit Mai 2016 legal, aber es gibt weder ein Antidiskriminierungsgesetz noch eine Anerkennung gleichgeschlechtlicher Partnerschaften in Form einer eingetragenen Partnerschaft oder gleichgeschlechtlichen Ehe. Die Human Truth Foundation stuft Nauru auf Rang 87 für LGBT-Rechte ein. Damit liegt es etwa gleichauf mit anderen Pazifikstaaten wie Palau (86), den Marshallinseln (88) und Mikronesien (90).
2011 unterzeichnete Nauru die Erklärungen und Resolutionen der Vereinten Nationen über die sexuelle Orientierung und geschlechtliche Identität, in denen Gewalt und Diskriminierung gegenüber LGBT-Personen verurteilt werden.

## Legalität
Gleichgeschlechtliche sexuelle Handlungen wurden ab 1921 kriminalisiert, als die Mandatsmächte Australien, Neuseeland und das Vereinigte Königreich vereinbarten, das Strafgesetzbuch des australischen Bundesstaates Queensland von 1899 anzuwenden. Dieses Gesetz wurde nach der Unabhängigkeit Nauruas im Jahr 1968 beibehalten.
Im Januar 2011 erklärte Mathew Batsiua, Minister für Gesundheit, Justiz und Sport, dass die Entkriminalisierung homosexueller Handlungen zwischen einwilligenden Erwachsenen aktiv in Erwägung gezogen werde. Im Oktober 2011 verpflichtete sich die nauruische Regierung, gleichgeschlechtliche sexuelle Handlungen zu entkriminalisieren.
Nach Angaben des Außenministeriums der Vereinigten Staaten gab es 2012 keine Berichte über strafrechtliche Verfolgung von LGBT-Personen. Im Mai 2016 verabschiedete das Parlament von Nauru den Crimes Act, der das Strafgesetzbuch 1899 aufhob und damit gleichgeschlechtliche sexuelle Handlungen legalisierte.
Gleichgeschlechtliche Paare sind rechtlich nicht anerkannt. Das Gesetz über die Registrierung von Geburten, Todesfällen und Eheschließungen von 2017 besagt in Abschnitt 49, dass „die Ehe in der Republik die freiwillige Vereinigung eines Mannes und einer Frau ist“. In Abschnitt 70 heißt es, dass „eine im Ausland geschlossene Ehe in der Republik nicht als Ehe anerkannt, wenn die Ehe (a) zwischen einem Mann und einem anderen Mann oder (b) zwischen einer Frau und einer anderen Frau geschlossen wird“.

## Antidiskriminierungsgesetz
Das nauruanische Recht sieht keine Diskriminierung aufgrund der sexuellen Orientierung oder der Geschlechtsidentität in der Beschäftigung oder bei der Bereitstellung von Waren und Dienstleistungen vor.
Der Leadership Code Act 2016 besagt, dass eine Führungskraft Personen, die an der Regierung beteiligt sind oder sich um eine Beteiligung an der Regierung bemühen, nicht aufgrund ihres Alters, ihrer Rasse, ihrer ethnischen Zugehörigkeit, ihres Geschlechts, einer Behinderung, ihrer sexuellen Ausrichtung, ihres religiösen Bekenntnisses, ihres Herkunftsortes oder ihrer politischen Überzeugungen oder Meinungen diskriminieren darf. Der Begriff „Führungskraft“ umfasst das Amt des Präsidenten, des Sprechers und des stellvertretenden Sprechers des Parlaments, des Kabinettsministers, des Abgeordneten, des Justizbeamten, des Botschafters, des Wahlleiters, des Polizeipräsidenten, des Obersten Richters usw.